# 馬利與我
《馬利與我》（英語：Marley & Me）是一部2008年的美國喜劇劇情片，由大衛·法蘭科執導，斯科特·弗蘭克和唐·羅斯編劇，改編自約翰·格羅根於2005年出版的同名回憶錄，由歐文·威爾森和珍妮佛·安妮斯頓主演，扮演拉布拉多犬馬利的主人。 馬利與我於2008年12月25日在美國和加拿大上映，並以1475萬美元的票房收入創下了有史以來耶誕節票房最高紀錄。 該影片的後續作品是2011年直接發行錄影帶的前傳《馬利和我：小狗歲月》。

## 劇情
新婚夫妻約翰和珍妮·格羅根為了逃離嚴寒的密西根冬天，搬到了南佛羅里達。他們各自在互為競爭對手的報社找到記者工作。在《棕櫚灘郵報》，珍妮立即獲得重要的頭版任務，而在《南佛羅里達太陽哨兵報》，約翰則寫著訃告和無趣的兩段新聞文章。
當約翰察覺到珍妮在考慮當母親時，他的朋友兼同事塞巴斯蒂安·圖尼建議先養一隻狗來測試他們是否準備好養育家庭。他們選擇了一隻黃色的拉布拉多小狗，約翰將牠以歌手巴布·馬利命名為「馬利」。
一年後，小狗馬利長成了一隻大狗，很快顯示出無法管教的一面，迫使約翰和珍妮將牠送到由一位名叫康布魯特女士主持的犬隻服從訓練課程。不幸的是，馬利拒絕服從指令，當康布魯特女士吹哨子時，馬利衝上去將她撲倒，甚至還對她的腿做出冒犯行為，導致她將馬利逐出課堂。當他們試圖帶馬利去做絕育手術時，牠試圖從車裡逃到繁忙的馬路上，差點因此被車撞死。
編輯阿尼·克萊恩向約翰提供了一份每週兩次的專欄寫作工作，允許他自由選擇主題。起初毫無頭緒的約翰意識到，馬利的荒唐行徑或許是專欄的完美主題。阿尼非常喜歡這個想法，而馬利在家中不斷製造混亂，為約翰提供了源源不斷的寫作素材。這個專欄深受讀者喜愛，最終還幫助報紙的發行量翻了一倍。與此同時，珍妮在懷孕初期流產，讓夫妻倆深感悲痛。
珍妮和約翰前往愛爾蘭補度蜜月，將馬利留在家中，交由一名年輕女子照顧。然而她無法控制馬利，導致他們回家後發現房子已經被破壞得一團糟。
不久後，珍妮發現自己再度懷孕了，九個月後順利生下一個健康的男孩，取名叫派翠克。隨著第二個兒子康納的到來，珍妮決定成為全職媽媽，而約翰則接下每日專欄的工作，薪水加倍。隨著家庭成員的增長，並出於對當地治安問題的擔憂，他們搬到了博卡拉頓的一棟更大的房子。在新家中，馬利非常喜歡在後院的游泳池裡嬉戲。
珍妮顯現出產後憂鬱的症狀，因撫養兩個年幼的孩子而感到壓力重重，對馬利和約翰變得越來越不耐煩和易怒。在珍妮情緒激動地要求約翰為馬利找個新家後，塞巴斯蒂安同意暫時照顧馬利幾天。然而，珍妮很快意識到，馬利是家中不可或缺的一部分。幾年後，他們又迎來了一個女兒，取名為科琳。
約翰年滿40歲後，看到塞巴斯蒂安被《紐約時報》聘用，心生羨慕，對自己的專欄作家工作逐漸感到不滿。在珍妮的支持下，他接受了《費城詢問報》的記者職位，全家搬到了賓夕法尼亞州的鄉村農場。不久後，約翰意識到自己更擅長寫專欄而非做記者，於是向編輯提出了專欄寫作的想法。
格羅根一家的生活一片祥和，直到年邁的馬利患上了幾乎致命的腸道疾病。雖然牠成功康復，但不久後再次發病。由於年事已高，無法進行手術，馬利在約翰的陪伴下被安樂死。全家人在自家前院的一棵樹下為馬利舉行了最後的告別，將牠安葬於樹下，以示追思。

## 演員
- 欧文·威尔逊 饰 约翰·格罗根
- 詹妮弗·安妮斯顿 饰 珍妮·格罗根
- 艾瑞克·迪恩 饰 塞巴斯蒂安·汤尼
- 艾伦·阿金 饰 阿尼·克萊恩
- 海莉·哈德森 饰 黛比
- 海莉·贝内特 饰 麗莎
- 凯瑟琳·特纳 饰 康布魯特女士
- 安·唐德 饰 普拉特醫生
- 马利 饰演 狗[3]
- 内森·甘布尔 饰 派翠克·格罗根（10岁）
  - 布莱斯·罗宾逊 饰 派翠克·格罗根（7岁）
  - 迪伦·亨利 饰 派翠克·格罗根（3岁）
- 芬利·雅各布森 饰 康纳·格罗根（8岁）
  - 本·海兰 饰 康纳·格罗根（5岁）
- 露西·梅里厄姆 饰 科琳·格罗根（5岁）

## 拍攝過程
由于電影涵盖了馬利14年的一生，因此有22只不同的黄色拉布拉多犬扮演了马利的角色（正如DVD上的特别篇《寻找马利》所揭示的）。
该片在佛罗里达州的西棕榈滩、劳德代尔堡、好莱坞、迈阿密和海豚体育场以及宾夕法尼亚州的费城和西切斯特等地实地拍摄。爱尔兰蜜月场景是在爱尔兰戈尔韦郡康尼马拉的巴利纳欣奇城堡及其周边拍摄的。
影片的配乐由西奥多·夏皮罗创作，他之前曾与导演弗兰克尔合作拍摄《穿普拉达的女王》。他与好莱坞影棚交响乐团在二十世纪福克斯公司的纽曼配乐舞台上录制了这首歌曲。 
格罗根的南佛罗里达幽默专栏作家同事戴夫·巴里在庆祝格罗根40岁生日的惊喜派对上客串了一位未具名的嘉宾。 

## 荣誉
| 年   | 奖             | 类别                 | 获奖者和提名者    | 结果 |
| ---- | -------------- | -------------------- | ----------------- | ---- |
| 2009 | BMI 电影电视奖 | BMI 电影音乐奖       | 西奥多·夏皮罗     | 獲獎 |
| 2009 | 儿童选择奖     | 最喜爱的电影女演员   | 詹妮弗·安妮斯顿   | 提名 |
| 2009 | 青少年选择奖   | 选择电影：兄弟情喜剧 | 《马利与我》      | 獲獎 |
| 2009 | 青少年选择奖   | 最佳喜剧类电影女演员 | 詹妮弗·安妮斯顿   | 提名 |
| 2009 | 青少年选择奖   | 选择电影 Liplock     | 欧文·威尔逊与马利 | 提名 |